# Khỉ hoang

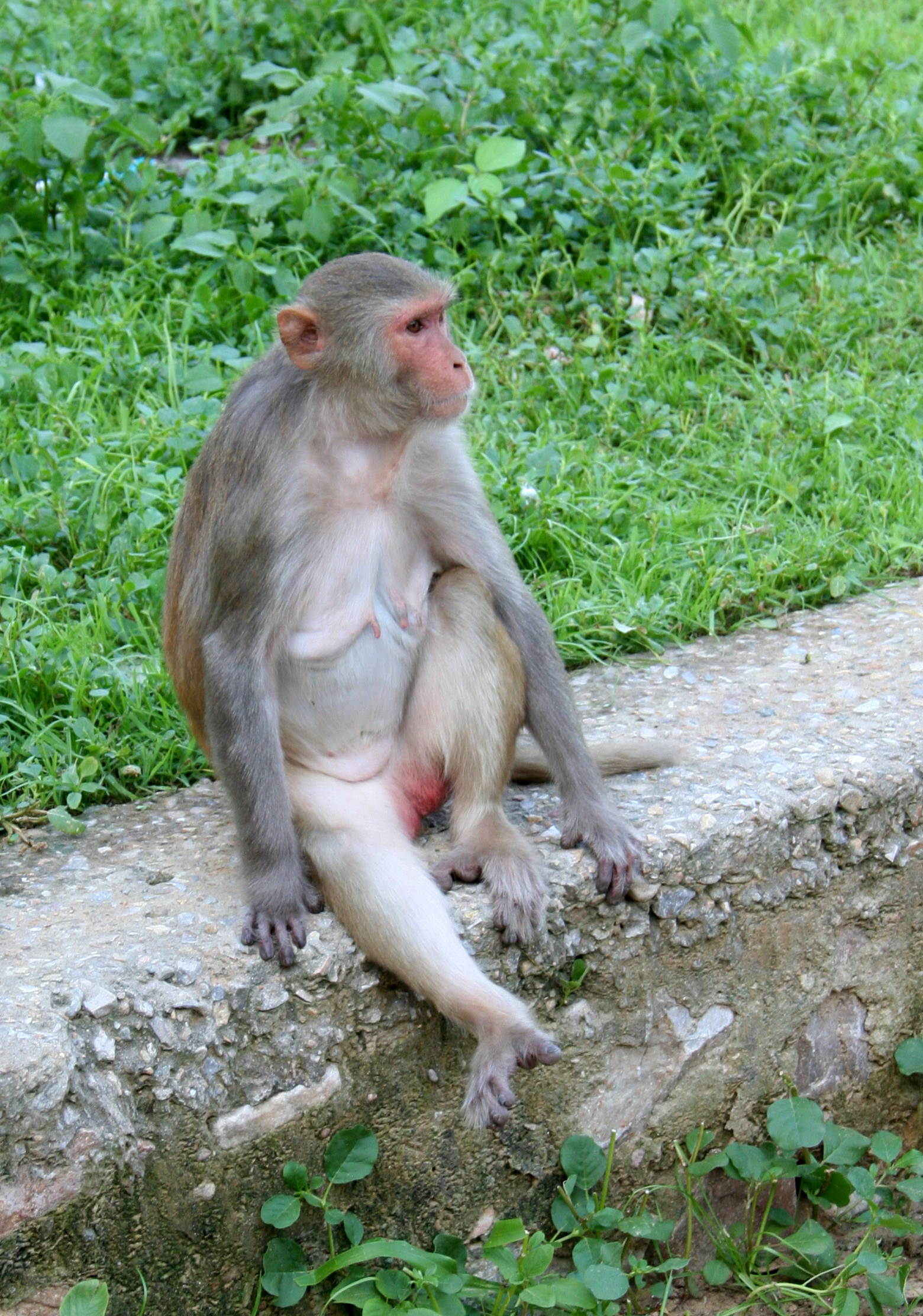
Một con khỉ hoang ở Ấn Độ

Khỉ hoang hay khỉ lang thang hay còn gọi chính xác là những con khỉ nâu Rhesus macaque (Macaca mulatta) sống thành từng bầy lang thang trong tự nhiên do thoát khỏi các trung tâm nghiên cứu (khỉ thí nghiệm), vườn thú hoặc chủ đất tư nhân và chúng lang thang ở nhiều nơi. Khỉ hoang còn chỉ về địa điểm nơi tập trung đông đảo chúng, thông thường không phải là nơi nguyên gốc.

## ỞFlorida
Nước Mỹ không được công nhận là nơi có loại linh trưởng tự nhiên (trừ con người). Tuy nhiên, một quần thể khỉ mặt đỏ lông nâu sinh sôi nảy nở trong các khu đầm lầy của Florida, đặc biệt là tại Khu vườn quốc gia Silver. Khỉ được đưa đến phong thí nghiệm sinh học đặt ở đây từ năm 1938. Sáu mươi sáu năm sau (1992) trận bão khủng khiếp mang tên Andrew, gây thiệt hại lớn về người và của, đã phá hủy nghiêm trọng các phòng thí nghiệm. Đàn khỉ nâu bị xô đẩy ra tự nhiên Florida. Khỉ nâu là loài rất hung dữ, nên người ta đã khuyên du khách không nên tiếp xúc với chúng.

## TạiThái Lan

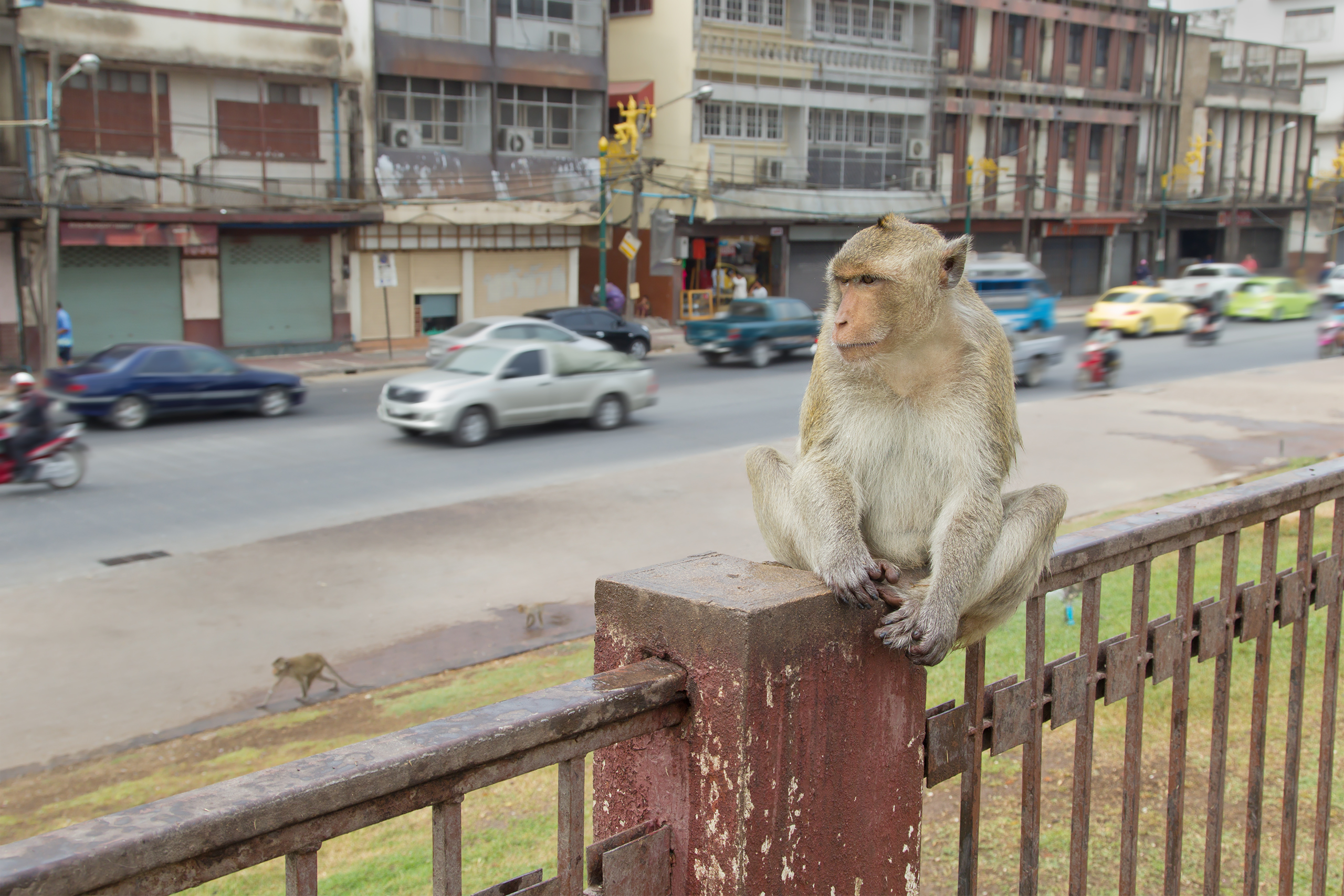
Một con khỉ hoang ở Lop Buri

Ở Lop Buri, khỉ được tự do lang thang khắp nơi, được cấp đồ ăn thức uống và thoải mái trêu chọc du khách, hàng nghìn con khỉ sống tự do khắp thành phố. Khỉ tập trung nhiều nhất ở chùa khỉ và đền Pra Prang Sam Yot, cùng như các tòa nhà xung quanh khu vực này. Chúng được cho ăn hàng ngày tại 3 khu vực, nhưng vẫn thường tự kiếm ăn bằng cách ăn trộm đồ của người dân. Chúng thường được du khách cho ăn. Chúng không sợ người và hay trèo các lên người để chọc ghẹo, móc túi lấy điện thoại chìa khóa, mũ nón, máy ảnh. Các tòa nhà bỏ hoang là nơi chúng thường tập trung sinh đẻ và ngủ vào buổi tối để tránh mưa gió.
Lop Buri có truyền thuyết về chuyện tình khỉ như Romeo and Juliet của một cặp khỉ. Nhiều năm về trước khỉ trong thành phố chia thành 2 băng đảng ở chùa cổ và đền cổ, lấy đường ray xe lửa làm ranh giới lãnh địa. Con nào đi lạc đều bị đánh. Một ngày kia, một nàng khỉ của bên này yêu chàng khỉ của bên kia. Khi qua lãnh địa bên kia hẹn hò, khỉ đực bị đánh một trận, về lại đàn cầu cứu. Lập tức thủ lĩnh băng khỉ chùa cổ đem hơn 100 con sang quyết chiến băng đền cổ. Cả thành phố náo loạn. Người dân nhìn thấy cặp khỉ yêu nhau nhảy lên nóc một chuyến tàu lửa rồi đi mất tích. Một thời gian sau, có người thấy chúng thường ngồi buồn trên nóc một trạm xe lửa cách thành phố chừng 40 km hướng về thành phố.

## TạiẤn Độ

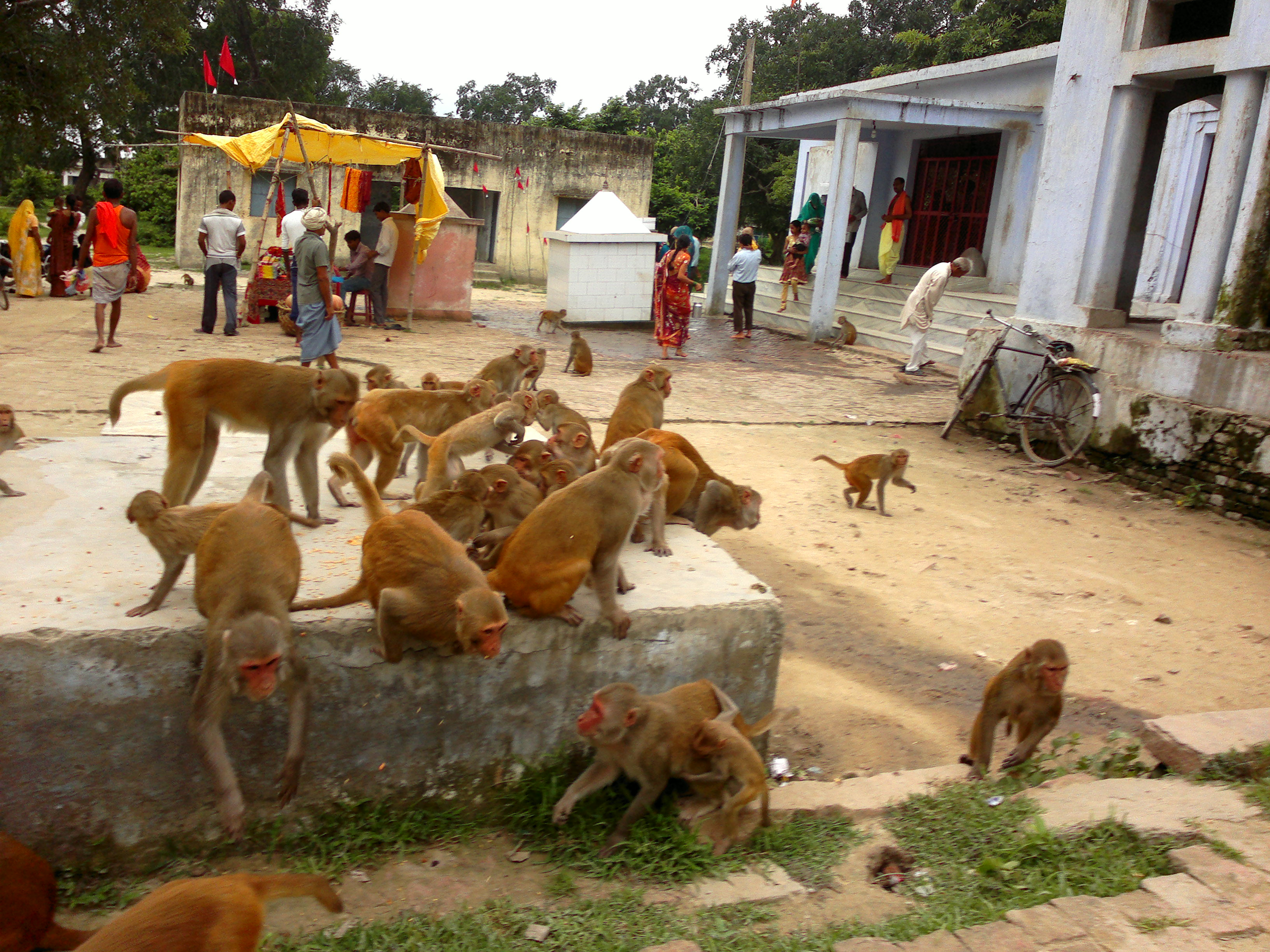
Khỉ hoang ở Ấn Độ

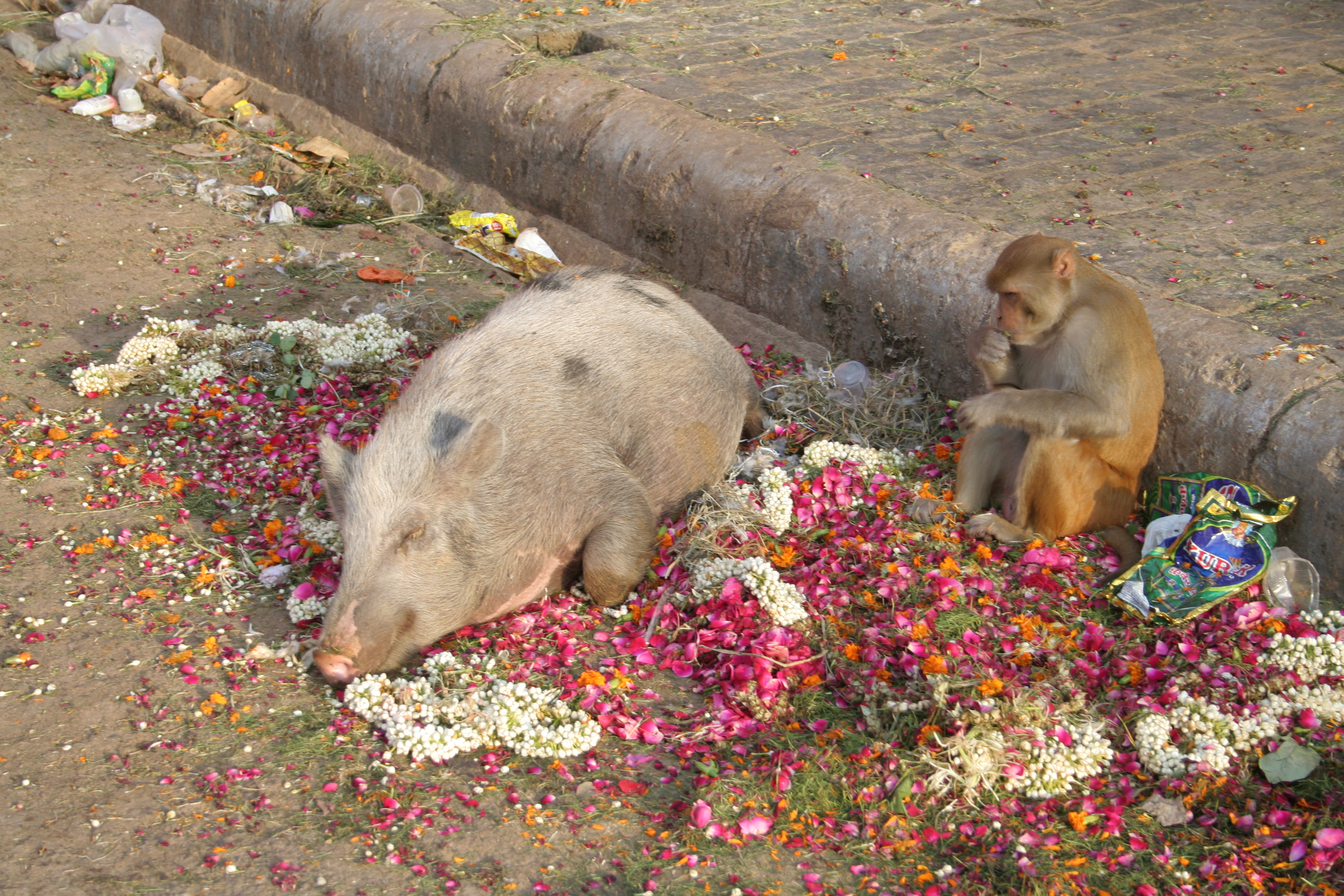
Khỉ hoang ở Ấn Độ

Hiện nay, Ấn Độ đang đau đầu với nạn khỉ hoang mối phiền toái của không ít người dân Ấn Độ. Loài động vật hiếu động này đã trở thành một vấn đề nhức nhối ở Ấn Độ trong nhiều năm nay. Từng có vụ việc gần 300 con khỉ hoang bị bắt khi quậy phá tại thủ đô New Delhi, số khỉ ở thủ đô Delhi đã trở nên đông đúc và hung hãn ở khắp thành phố, loài khỉ khủng bố không ít làng mạc. Kiểu hành xử và cách sống của những con khỉ này đã gây nhiều rắc rối cho người dân. Chúng rất hung dữ và tấn công cả trẻ em. Loài khỉ du nhập này còn mắc nhiều bệnh có thể đe dọa đến các loài sinh vật bản địa khác của bang. Ngoài ra, bản tính tham ăn của chúng đã làm giảm dân số các loài chim của bang khi cả hai cạnh tranh cùng một loại thức ăn.
Ấn Độ đang chuẩn bị thực hiện kế hoạch triệt sản đối với loài khỉ đít đỏ đang ngày càng đông đúc và làm loạn trong các thành phố. Chính quyền đang tìm cách đình sản đối với loài khỉ đít đỏ khi số lượng tăng lên nhanh chóng của loài này đang trở thành một vấn đề nghiêm trọng đối với dân cư ở các thành phố lớn trên khắp Ấn Độ, gây ra xung đột lớn giữa người và khỉ. Trong quá trình đô thị hóa nhanh chóng ở đất nước này, các khu rừng dần dần biến mất, và loài khỉ đít đỏ buộc phải tràn vào các thành phố để kiếm thức ăn và nơi trú ẩn. Giờ đây người dân không dám ra khỏi nhà vì lũ khỉ thi nhau cướp quần áo và cắn họ.
Hiện hàng ngàn con khỉ đít đỏ vẫn hàng ngày lượn lờ trên các đường phố ở New Delhi để kiếm thức ăn, thậm chí là giật thức ăn của khách qua đường. Các quan chức thành phố đã bố trí những con khỉ mặt đen lớn hơn để xua đuổi khỉ đít đỏ, tuy nhiên biện pháp này đã bị cấm. Khả năng thích ứng nhanh và sự quen thuộc với nếp sống ở các đô thị đã khiến mối xung đột giữa người và khỉ ở các thành phố ngày càng trở nên căng thẳng. Khi số lượng loài khỉ tăng lên quá đông, chúng sẽ không có đủ thức ăn hay nơi trú ẩn, và con người lẫn loài khỉ đều sẽ gặp những rắc rối khó giải quyết.
Người dân một bang ở phía bắc Ấn Độ luôn cảm thấy thấp thỏm bởi sự bùng nổ số lượng khỉ. Hàng trăm người bị thương, thậm chí vài người tử vong, vì khỉ cắn. Từ khi chính phủ Ấn Độ ban hành lệnh cấm người dân bắt khỉ Langur để bán cho các cơ sở nghiên cứu y học, số lượng khỉ tăng lên rất nhanh do các địa phương không có biện pháp kiểm soát hiệu quả. Giới bảo tồn ước tính số lượng khỉ lên tới khoảng 400.000 con. Chúng kéo về thành phố Shimla, bang Himachal Pradesh, để tìm thức ăn và tấn công cả người dân địa phương. Khỉ gây thương tích cho khoảng 400 người mỗi tháng.

## Việt Nam

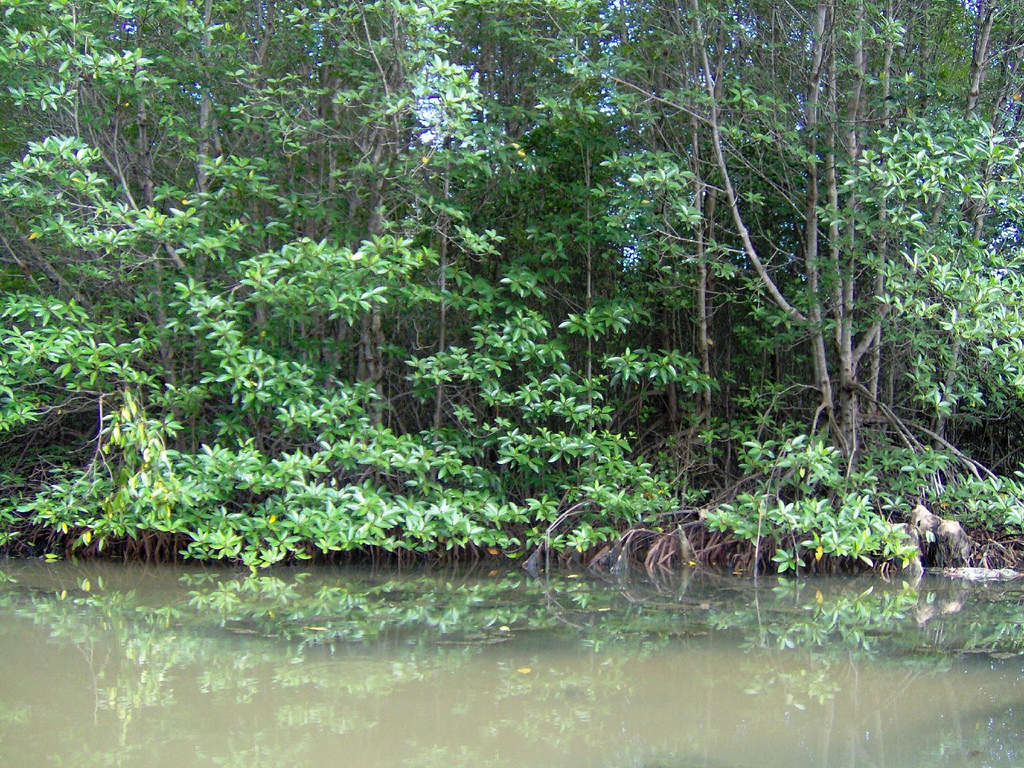
Rừng ngập mặn ở Cần Giờ hay còn gọi là đảo khỉ

Ở Cần Giờ có một đảo khỉ với hàng ngàn cá thể quần tụ y hệt như thiên đường hoang dã. Miền bắc có đảo khỉ Cát Dứa nằm trên vịnh Lan Hạ (Quảng Ninh) và miền trung có đảo khỉ Hòn Lao thuộc vịnh Nha Phu (Khánh Hòa) nơi mà đàn khỉ sống riêng biệt trên những hòn đảo độc lập. Riêng miền nam có đảo khỉ Cần Giờ. Đảo khỉ Cần Giờ là cách định danh của dân gian khi mọi người thấy khỉ nhiều. Đàn khỉ ở Cầu Giờ có gần 1.500 con, chủ yếu là khỉ đuôi dài, chia thành 7 bầy sống ở 7 khu vực trên đảo.
Phải mất hàng năm, người ta mới dụ được một đàn khỉ 90 con từ rừng sâu về đảo. Từ một vài cá thể đơn lẻ, đàn khỉ bây giờ lên đến gần 1.500 con, sống tập trung tại một tiểu khu rừng ngập mặn, thành một điểm du lịch Nhiều khách du lịch trở lại nơi đây khá bất ngờ trước sự sụt giảm số lượng của bầy khỉ nuôi tự nhiên.Trước đây người ta ghi nhận đàn khỉ thường xuyên tiếp cận với du khách khá đông, nhưng hiện giờ chỉ còn khoảng 40- 50 con và hầu hết đều là khỉ con còn nhỏ.
Còn có bầy khỉ sống tự do giữa thiên nhiên trên cồn Ấu, Cần Thơ, chúng đã quậy phá vườn trái cây, ruộng rẫy, nhà dân sau khi khu du lịch đóng cửa, không ai cung cấp thức ăn. Những con khỉ bị bỏ đói nên đi tìm thức ăn để sinh tồn. Khu du lịch thả nuôi bầy khỉ bố mẹ ra thiên nhiên để du khách ngắm nhìn, chụp hình hoặc thả thức ăn cho chúng ăn. Đến năm 2012 khu du lịch sinh thái đóng cửa, đàn khỉ bị bỏ rơi và sinh sôi tự nhiên lên đến vài chục con. Lúc trước chúng sống trên rặng cây bần ven sông Hậu, được cho ăn đầy đủ nên không phá phách, nay thiếu nguồn thức ăn nên đàn khỉ đã tràn xuống ruộng rẫy của dân để tìm thức ăn, cắn phá bắp và vườn cây ăn trái. Chúng tự do di tản khắp nơi. Đàn khỉ hiện còn khoảng 22 con, thường xuyên phá vườn nhãn, đu đủ, chôm chôm, bắp, xoài của người dân. Lúc cao điểm, đàn khỉ sinh sôi lên đến 70-80 con, nhưng bị nhiều nhóm thợ săn từ nơi khác đi xuồng máy mang súng hơi đến bắn hạ nên số lượng giảm mạnh.
Hàng chục cá thể khỉ hoang dã được bảo tồn nghiêm ngặt trên núi Két để thu hút khách tham quan du lịch. Hiện chưa nắm được ở núi Két còn bao nhiêu cá thể khỉ. Loài khỉ còn nhiều ở núi Cấm, núi Dài lớn, núi Tô và núi Két, giếng Tiên nằm sâu hút trong hang núi, giếng này có nước trong xanh và mát lạnh quanh năm, đem lại nguồn nước uống quanh năm cho các loài thú rừng trên núi, như: Khỉ, rắn, chồn. Hiện nay, người dân đến sinh sống lập vườn tại nhiều ngọn núi đã thu hẹp môi trường sống của loài khỉ. Mặt khác, do người dân săn bắt quá mức nên loài khỉ đã giảm số lượng rất nhiều. Từ khi có cá nhân mua núi, tất cả những loài động vật hoang dã được bảo tồn rất nghiêm ngặt. Số lượng cá thể khỉ tăng thêm từng năm, nhất là loài khỉ. Nhiều con khỉ bị gãy chân, què tay được thả vào rừng tưởng chừng đi không hẹn ngày về. Thế nhưng, có con còn dẫn cả đàn về trước nhà, có một con khỉ mặt đỏ rất to, nặng khoảng 35 kg bị sơn tặc săn bắn gãy chân, một người đã mua thả vào rừng. Khoảng một năm sau, con khỉ ấy dẫn về nhà cả đàn và ở quanh quẩn sau nhà cho đến nay.
Có một bầy khỉ khoảng 30 con sống tự do trong khuôn viên chùa núi Châu Thới (Bình Dương) hàng chục năm đang đứng trước nguy cơ bị săn bắt trộm bởi những kẻ xấu. Nơi đây còn là khu vực cư ngụ của đàn khỉ rừng. Ngôi chùa này khỉ nhởn nhơ khắp khuôn viên. Đàn khỉ rừng đuôi xám, mặt đỏ sinh sống chung quanh chùa gần 20 năm nay. Ban đầu từ một cặp khỉ do một người dân đem tới chùa phóng sinh, trải qua thời gian sinh sôi nảy nở, đến nay có tới 30 con. Hiện, số lượng khỉ tại chùa bị giảm dần do có nhiều người bắt trộm khi chúng di chuyển ra khỏi chùa.
Năm 1974, con người đã phát hiện ra đàn khỉ đuôi dài sống ẩn dật trong rừng núi Lớn. Đàn khỉ hoang dã chung sống với người đã hơn 20 năm qua, trên con đường lên đỉnh núi Lớn, đàn khỉ có hơn 50 con, sống quần tụ như một đại gia đình và có đầu đàn dẫn dắt, bảo vệ. Trong 10 năm qua, số lượng khỉ về chùa ngày càng giảm, hiện chỉ có khoảng 10 con cái trưởng thành. Số khỉ con được sinh ra không bù vào được số khỉ bị con người săn bắt. Nhiều người dân thường xuyên phát hiện những chiếc bẫy khỉ hoặc bắt gặp ánh mắt mệt mỏi đau đớn, cầu cứu của khỉ bị sập bẫy. Số ít khỉ thoát khỏi bẫy cũng mang thương tật về sau, có con bị rụng hết ngón tay, ngón chân hay những vết sẹo trên lưng khi cố vùng vẫy khỏi bẫy.